# Amadou Sanogo
Kapitán Amadou Haya Sanogo (* 1972 nebo 1973) je malijský voják a vedoucí postava vojenského puče, který sesadil prezidenta Amadou Toumani Tourého dva týdny před řádnými volbami.
Sám sebe prohlásil za vůdce Národního výboru pro zachování demokracie a státu (Comité national pour le redressement de la démocratie et la restauration de l'État de la République du Mali, CNRDR).

## Život
Sango strávil v armádě 22 let, před pučem v armádě zastával spíše střední pozice. Podstoupil vojenský trénink v americké Virginii, ale američtí instruktoři ho nikdy neoznačili za „jedince s vůdčími schopnostmi“ („future leadership material“). Na texaské Lackland Air Force Base studoval angličtinu.
22. března CNRDR provedla převrat a Sanogo se de facto stal hlavou státu. Jeho prvními činy bylo pozastavení platnosti ústavy a uzavření hranic.
Tuaregové na severu Mali využili oslabení bojeschopnosti malijské národní armády a vyhlásili nezávislý stát Azavad, což uvrhlo celou zemi do krize.
ECOWAS, volné politické uskupení západoafrických států, začalo cítit potřebu vmísit se do malijských vnitřních záležitostí. Uvalilo na Mali blokádu s tím, že bude uvolněna ve chvíli, kdy se Sango vzdá moci ve prospěch civilní vlády. Také slíbilo vojenskou i ekonomickou pomoc při řešení azavadské krize.
Sanogo rezignoval 12. dubna 2012 a novým prezidentem se stal bez voleb Dioncounda Traoré, bývalý předseda parlamentu.